# 1987 في فرنسا
فيما يلي قوائم الأحداث التي وقعت خلال عام 1987 في فرنسا.

## سياسة

### تعيين في المنصب
- 2 يونيو – فيليب دو فيلييه نائب فرنسي.

## رياضة
- 1 يناير – دورة فرنسا المفتوحة 1987
- 1 يناير – سباق طواف فرنسا 1987 الفائز ستيفن روش.
- 5 يوليو – جائزة فرنسا الكبرى 1987 الفائز نايجل مانسيل.

## أفلام
من الأفلام التي صدرت هذه السنة في فرنسا:
- 17 مايو – وينجز اوف ديزاير من إخراج فيم فيندرز.
- 29 أكتوبر – الإمبراطور الأخير من إخراج برناردو برتولوتشي.

## مواليد

### يناير
- 2 يناير – لويك ريمي لاعب كرة قدم فرنسي.
- 6 يناير – لويك أكونو لاعب كرة سلة فرنسي.
- 23 يناير – لويزا نسيب لاعبة كرة قدم.
- 24 يناير – ستيفن مويوكولو لاعب كرة قدم.
- 25 يناير – حفصية حرزي ممثلة فرنسية.
- 27 يناير – جمال السايحي لاعب كرة قدم تونسي.
- 31 يناير – كريستوفر واليمبو لاعب كرة قدم.

### فبراير
- 2 فبراير – كنزة الفراتي عارضة تونسية.
- 3 فبراير – يوسف العربي لاعب كرة قدم مغربي.
- 6 فبراير – تومي دي جونغ لاعب كرة قدم فرنسي.
- 11 فبراير – لامين كانتي لاعب كرة سلة فرنسي.
- 12 فبراير – جيريمي شاردي لاعب كرة مضرب فرنسي.
- 16 فبراير – ويلي أوباميانغ لاعب كرة قدم فرنسي.
- 17 فبراير – جوان هارتوك لاعب كرة قدم فرنسي.
- 25 فبراير – مولود إردينج لاعب كرة قدم تركي.
- 27 فبراير – رومين أرماند لاعب كرة قدم فرنسي.
- 27 فبراير – ساندي بايلوت لاعب كرة قدم فرنسي.

### مارس
- 2 مارس – موديبو دياكيتي لاعب كرة قدم فرنسي.
- 4 مارس – آرون سيل لاعب كرة سلة فرنسي.
- 4 مارس – جيان فيليب ميندي لاعب كرة قدم فرنسي.
- 7 مارس – حاتم بن عرفة لاعب كرة قدم فرنسي.
- 11 مارس – يونس أكينوتشو لاعب كرة سلة فرنسي.
- 14 مارس – ارغوان رضائي
- 16 مارس – فابيان ليموين لاعب كرة قدم فرنسي.
- 19 مارس – وارين جاكموت لاعب كرة قدم فرنسي.
- 21 مارس – ماكسيم جوس لاعب كرة قدم فرنسي.
- 22 مارس – أليس ديفيد ممثلة فرنسية.
- 22 مارس – لودوفيك ساني لاعب كرة قدم.
- 28 مارس – يوهان بن علوان لاعب كرة قدم فرنسي.
- 29 مارس – ديميتري باييت لاعب كرة قدم فرنسي.
- 29 مارس – رومان حمومة لاعب كرة قدم فرنسي.
- 31 مارس – أماوري بيشوف لاعب كرة قدم برتغالي.

### أبريل
- 9 أبريل – بليز ماتويدي لاعب كرة قدم فرنسي.
- 9 أبريل – قاسم عبد الله لاعب كرة قدم.
- 14 أبريل – نورمان تافو
- 16 أبريل – لادجي باديان لاعب كرة قدم.
- 17 أبريل – المهدي بن عطية لاعب كرة قدم مغربي.
- 18 أبريل – أنتوني رو درّاج طريق فرنسي.
- 18 أبريل – كيفن سيرو دراج فرنسي.
- 20 أبريل – فابريس بيجورجي لاعب كرة قدم فرنسي.
- 24 أبريل – خالد بوطيب لاعب كرة قدم فرنسي.
- 29 أبريل – توماس مانغاني لاعب كرة قدم فرنسي.

### مايو
- 6 مايو – رومان بيني لاعب كرة قدم فرنسي.
- 7 مايو – بيير دوكاس لاعب كرة قدم فرنسي.
- 7 مايو – جيريمي مينيز لاعب كرة قدم فرنسي.
- 9 مايو – كيفن غاميرو لاعب كرة قدم فرنسي.
- 15 مايو – كيفن كونستانت لاعب كرة قدم فرنسي.
- 23 مايو – إسماعيل أحمد قادر حسن
- 24 مايو – لورا ثورب لاعبة كرة مضرب فرنسية.
- 25 مايو – جاكسون ميندي لاعب كرة قدم.
- 28 مايو – يوان كوال
- 29 مايو – كيني دي شيبر لاعب كرة مضرب فرنسي.
- 30 مايو – تيدي تينمار منافِس أوليمبي فرنسي.

### يونيو
- 2 يونيو – باسكال جيولاند درّاجة طريق فرنسية.
- 8 يونيو – إشيار ديا لاعب كرة قدم سنغالي.
- 10 يونيو – بنجامين موريل لاعب كرة قدم فرنسي.
- 11 يونيو – أنتوني ويبر لاعب كرة قدم فرنسي.
- 14 يونيو – محمد ديامي لاعب كرة قدم فرنسي.
- 16 يونيو – فابيان كوسور لاعب كرة سلة فرنسي.
- 18 يونيو – نيلز شنايدر ممثل كندي.
- 23 يونيو – ناندو دي كولو لاعب كرة سلة فرنسي.
- 25 يونيو – ساندرين غرودا لاعبة كرة سلة فرنسية.
- 26 يونيو – سمير نصري لاعب كرة قدم فرنسي.
- 26 يونيو – صامويل بوهورز لاعب كرة قدم فرنسي.
- 30 يونيو – جويل توماس لاعب كرة قدم فرنسي.

### يوليو
- 3 يوليو – بينوا كوستيل لاعب كرة قدم فرنسي.
- 5 يوليو – أنيسة كيت ممثلة إباحية فرنسية.
- 11 يوليو – كريس مالونغا لاعب كرة قدم.
- 14 يوليو – مليكة مينار
- 18 يوليو – لاكدار بوساها لاعب كرة قدم جزائري.
- 21 يوليو – بلال محسني لاعب كرة قدم.
- 24 يوليو – سيرياك لوفيون لاعب كرة قدم فرنسي.

### أغسطس
- 3 أغسطس – أمير قروي لاعب كرة قدم جزائري.
- 3 أغسطس – فينسينت موراتوري لاعب كرة قدم فرنسي.
- 6 أغسطس – ريمي ريو لاعب كرة قدم فرنسي.
- 8 أغسطس – بيير بوولنجر ممثل فرنسي.
- 11 أغسطس – جيميما ويست ممثلة فرنسية.
- 18 أغسطس – ماتيو أرزينو سائق سيارة سباق فرنسي.

### سبتمبر
- 3 سبتمبر – مايكل د. ألميدا دراج فرنسي.
- 4 سبتمبر – إبراهيم فراجي لاعب كرة قدم جزائري.
- 6 سبتمبر – إريك كاميلي سائق رالي فرنسي.
- 6 سبتمبر – تيجاني بلعيد لاعب كرة قدم تونسي.
- 6 سبتمبر – يوان بغت دراج فرنسي.
- 11 سبتمبر – كليمينت شانتوم لاعب كرة قدم فرنسي.
- 13 سبتمبر – عمر سيسوكو
- 15 سبتمبر – ألي سيسوكو لاعب كرة قدم فرنسي.
- 19 سبتمبر – رفيق بودربال لاعب كرة قدم جزائري.
- 26 سبتمبر – سيريل غوتييه درّاج طريق فرنسي.
- 27 سبتمبر – أنتوني مونير لاعب كرة قدم فرنسي.
- 28 سبتمبر – يونس عبد الحميد لاعب كرة قدم فرنسي.
- 29 سبتمبر – أنيه ديموستييه ممثلة فرنسية.
- 29 سبتمبر – جيسيكا أوارا لاعبة كرة قدم فرنسية.

### أكتوبر
- 8 أكتوبر – لاريس مابيالا لاعب كرة قدم.
- 16 أكتوبر – سارة تومي رائدة أعمال تونسية.
- 26 أكتوبر – سارة كاظمي ممثلة فرنسية.

### ديسمبر
- 8 ديسمبر – مايكل بيريرا لاعب كرة قدم فرنسي.
- 10 ديسمبر – غونزالو هيغواين لاعب كرة قدم أرجنتيني.
- 19 ديسمبر – كريم بنزيما أخو خالد سنبي.

## وفيات

### يناير
- 1 يناير – سيمينا مورلا لينش (مواليد 1891) رسامة و كاتبة تشيلية.
- 1 يناير – كريستيان ميجريه (مواليد 1904) صحفي فرنسي.

### فبراير
- 18 فبراير – ادمون باجز (مواليد 1911) درّاج طريق فرنسي.

### مارس
- 19 مارس – لويس دي بروي (مواليد 1892) فيزيائي فرنسي.

### أبريل
- 1 أبريل – هنري كوشيه (مواليد 1901) لاعب كرة مضرب فرنسي.
- 14 أبريل – هنري ديشان (مواليد 1909) سياسي فرنسي.
- 17 أبريل – كوليت روسامبيرت (مواليد 1910) لاعبة كرة مضرب فرنسية.
- 19 أبريل – بول مايي (مواليد 1913) درّاج طريق فرنسي.

### أغسطس
- 23 أغسطس – ديدييه بيروني (مواليد 1952)

### أكتوبر
- 3 أكتوبر – جان أنويه (مواليد 1910) كاتب مسرحي فرنسي.
- 25 أكتوبر – باسكال جول (مواليد 1961) درّاج طريق فرنسي.

### نوفمبر
- 1 نوفمبر – بيير ماتينيون (مواليد 1943) درّاج طريق فرنسي.
- 10 نوفمبر – ميشيل أندريه (مواليد 1912)
- 18 نوفمبر – جاك أنكيتيل (مواليد 1934) دراج فرنسي.

### ديسمبر
- 2 ديسمبر – لويس لولوار (مواليد 1906)
- 2 ديسمبر – هوبير نويل (مواليد 1924) ممثل فرنسي.